# Ali Farka Touré, le miel n’est jamais bon dans une seule bouche
Ali Farka Touré, le miel n’est jamais bon dans une seule bouche es una película del año 2001.

## Sinopsis
Al final de su vida, el legendario cantante y guitarrista africano Ali Farka Touré rechazaba, sin vacilación, ofertas internacionales y sesiones de grabación para las cuales los músicos del mundo entero darían sus almas. Él hizo todo esto y sintió que esto debilitaba el engarce entre su música y su fuente en su Mali profundo.Entonces se veía, ante todo, como agricultor y cabeza de familia, usaba su dinero y sus conexiones para mejorar condiciones agrícolas y sociales en la provincia de Tombuctú. La región no tiene ni una carretera ni electricidad y el propio Ali condujo a Marc Huraux a través de la enorme extensión de tierra que rodea Niafunké para hacer esta película.